# Срећково врело
43° 23′ 49″ С; 21° 59′ 04″ И / 43.39694° С; 21.98444° И
Срећково врело је мала клисура и један од многобројних крашких извора у кршу Источне Србије, који избија у атару села Каменица, у Градској општини Пантелеј, у подножју источних падина планине Калафат.

## Положај
Срећково врело се налази у селу Каменеица на 7 км северно од центра оближњег града Ниша. На темељима римског храма, само 300 м од врела, у средњем веку саграђена је манастира Свети Ђорђе, који је био један од највећих манастира нишке области у средњем веку. У њему је радила једна од први преписивачких и илуминаторских школа (декорација књига сликама). У њему су од 1515. до 1553. године исписане прве књиге у Нишком крају. Манастир је дуго био у рушевинама, затрпан и заборављен. Пронађен је археолошким ископавањима 1988. године.

## Геоморфологија
Срећково врело је у ствари извориште Каменичког потока, једног од десних притока Нишаве, чије воде се у њу уливају након воденог тока од 8 км. Врело прихрањује хидрогеолошка површина слива планине Калафат, са највишом котом 837 m. На југу слив је ограничен Нишком котлином, а на северу Топоничком и Копајкошарском или Попшичком реком.
У литолошком погледу скоро цело сливно подручје изграђено је од карбонатних стена - слојевитих и банковитих кречњака и доломита доње креде и старијих формација који су тектонски доста оштећени и карстификовани.
На почетном путу од 1.000 метара ток Каменичког потока има велики број слапова, од којих је први   висине око 3 метра. Испод водопада постоји неколико извора воде који су чисти и пуни ракова.

## Експлоатација врела
На слаповима Каменичког потока који извире из Срећковог изграђено је неколико воденица, из различитих периода, на осам водопада од којих је једна изграђена на првом водопаду у 19. веку.
Чисту планинску воду са овог врела користили су прво Римљани у древном Наису, уз помоћ аквадукта који је саградила Лаудијева VII легија, а чији остаци се и данас виде, а потом и свептенство оближњег манастира Свети Ђорђе изграђеног у  средњем веку, на 300 метара од извора. 

## Туризам
Са намером да оживе заборављену прошлост и, природне лепоте Срећковог врела Удружење за локални развој Каменици изградио је панорамску стазу — симболично названу „Воденичарска стаза”. Ова стаза у дужини од 80 метара повезује манастир, поток, врело, водопад и водоницу на Каманичком потоку.
Данас ову стазу користи све већи број посетилаца који, поред аквадукта и манастира, сада имају прилику да виде воденицу, водопад и бистре изворе, до којих се раније није могло прићи од густог растиња.